# 재여

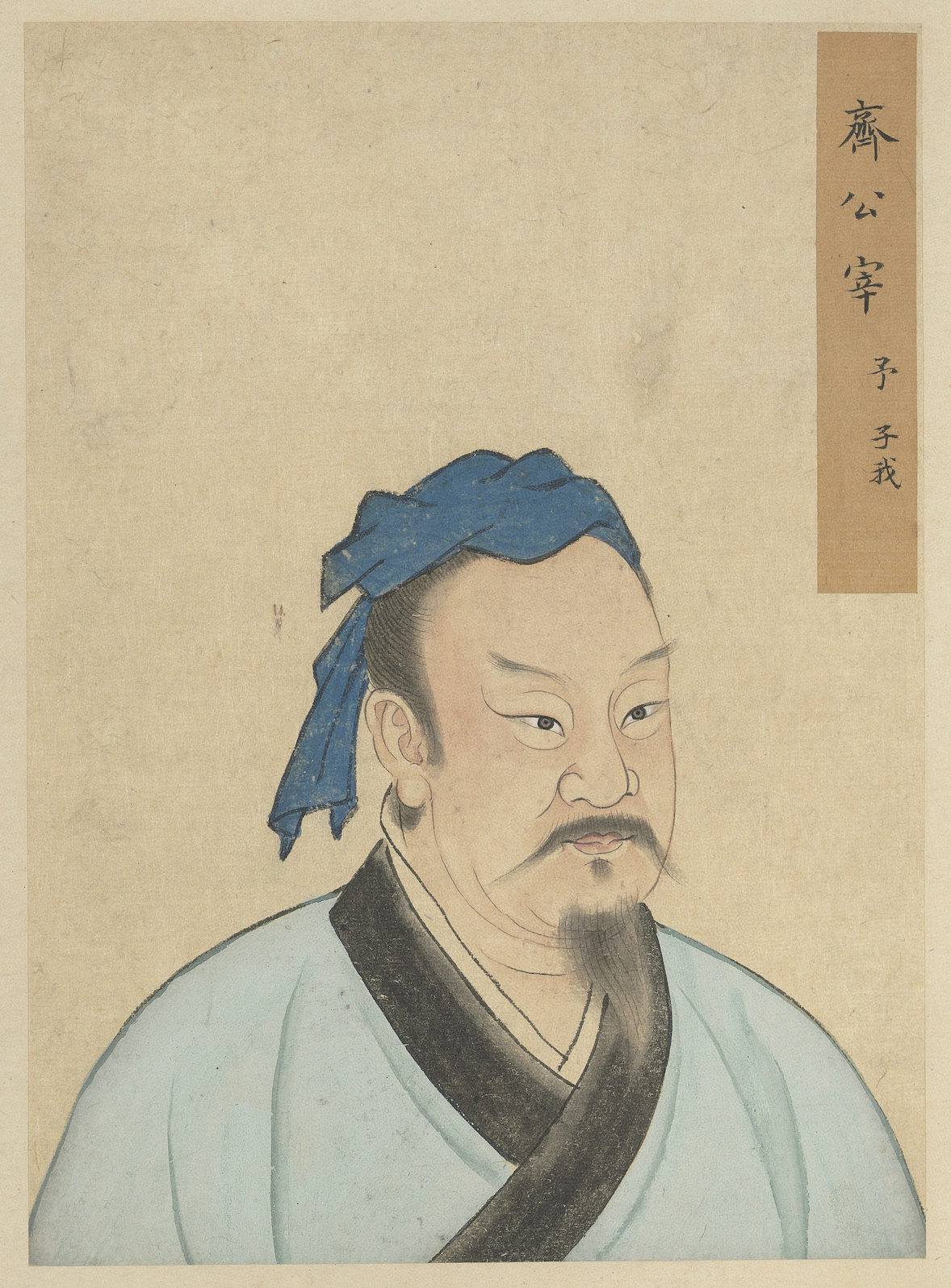
원나라 시대에 그린 재여의 초상

재여(宰予)는 공자(孔子)의 문인이다. 성(姓)은 재(宰), 이름은 여(予), 자는 자아(子我)이다. 노나라 출신으로 공문십철(孔門十哲)의 한 사람으로서 자공과 함께 변론의 달인으로 평가받았다. 공자의 문하 제자들 가운데서도 가장 실리주의적인 인물로 그려지지만 도덕을 가볍게 여겼기 때문에 예(禮)와 도덕을 중시했던 공자로부터는 자주 꾸지람을 듣곤 했다. 대표적인 것이 삼년상을 두고 공자와 벌인 논쟁인데, 공자는 재아가 나간 뒤 제자들에게 "재아는 인(仁)하지 못하다"(양화21)고 비난하였다.
《논어》에는 또, 재아 즉 재여가 평상에 누워 낮잠을 자는 것을 본 공자가 "썩은 나무에 조각을 할 수 없고 썩은 흙으로는 담을 쌓을 수도 없다. 내가 재여를 뭐하러 꾸짖겠는가?"고 하면서, "내가 예전에는 사람을 볼 때 그 사람이 하는 말만 듣고도 그 사람을 믿었는데, 이제는 그 말을 들어도 행동까지 보고서야 그 사람을 믿게 되었다. 모두 재아 덕분에 바뀐 것이다(재아는 말이 행동보다 앞서는 자라는 뜻)."(공야장9)라며 매도에 가깝게 비난한다. 공자의 십대제자인 공문십철 중 한 명이면서 관련 내용이 순 비난밖에 없어서 어떤 맥락이 있는 것인지 궁금케 한다.

## 사망 관련 의문
사마천(司馬遷) 『사기(史記)』 권67 「중니제자열전(仲尼弟子列傳)」은, '재아가 (제나라(齊國)의) 임치대부(臨菑大夫)가 되었으나, 전상(田常)과 반란을 일으켰다가 멸족당하였기에 공자가 수치스럽게 여겼다(宰我爲臨菑大夫，與田常作亂，以夷其族，孔子恥之。)'고 기록한다.
한편, 당대(唐代)의 역사가 사마정(司馬貞)은 『사기』의 내용에 주를 달아 바로잡거나 고증을 한 『사기색은(史記索隱)』 30권을 지었는데, 『색은』에서 사마정은 '『춘추좌씨전(春秋左氏傳)』에는 재아가 전상과 난을 일으켰다는 문구가 없다. 그러나 감지(闞止)라는 사람이 자(字)가 (재아와 같은) 자아(子我)였는데 총애를 다투다가 진항(陳恆)에게 살해당하였다. 아마도 자가 재아와 서로 같기에 잘못 기재된 듯하다'고 기록하였다.
『사기』의 해당 기술은 『춘추좌씨전』이나 『여씨춘추(呂氏春秋)』와는 다른 기술이 있으며, 당시 반란에 가담한 사람 가운데 별명으로 같은 자를 쓴 인물이 없다는 점에서 청(清)의 장익(張翼) 같은 학자는 사마천(司馬遷)이 혼동하고 잘못 적었다고 주장하기도 했다.

## 후대 성인 추앙
당(唐) 개원(開元) 27년에 재여는 「제후(齊侯)」로 봉해졌으며, 송(宋) 대중부(大中符) 2년(1009년)에 「임치공(臨淄公)」에 봉해졌으며, 남송(南宋) 함순(咸淳) 3년(1267년)에 다시 「제공(齊公)」으로 높여졌으며, 명(明) 가정(嘉靖) 9년에 「선현(先賢) 재여」로 고쳐 불렀다.